# Eva-Theresa Jermiin Anker
Eva-Theresa Jermiin Anker (født 7. maj 1997) er en dansk skuespiller. Hun fik som 9-årig sin første rolle i DR's Tv-julekalender Absalons Hemmelighed i 2006, som viste sig at have stor succes i hele landet. Ud over Absalons Hemmelighed, har Eva-Theresa medvirket som hovedrolle i kort filmene; "Marts" (2007) og "Musen" (2009), samt forskellige reklamefilm.
I en alder af syv år gik hun til drama/teater og var med i en lille teatergruppe. Hun har hovedsageligt fået hoved- og biroller i film efter sin medvirken i Absalons Hemmelighed.

## Filmografi
- Absalons Hemmelighed (2006) - Ida
- Marts (2007)
- Musen (2009) - Liv

## Eksterne Henvisninger
- Eva-Theresa Jermiin Anker på Internet Movie Database (engelsk)
- Eva-Theresa Jermiin Anker på Filmdatabasen
- Eva-Theresa Jermiin Anker på danskefilm.dk
- Eva-Theresa Jermiin Anker på danskfilmogtv.dk
- Eva-Theresa Jermiin Anker på The Movie Database (engelsk)
- Eva-Theresa Jermiin Anker  Arkiveret 13. marts 2016 hos  Wayback Machine på kinopoisk.ru
- Eva-Theresa Jermiin Anker Arkiveret 13. december 2014 hos  Wayback Machine på veclip.com